# 城巴40M線
城巴40M線是由城巴經營的一條香港島巴士路線，由華富（北）單向開往會展站，途經堅道及中環。本線與40線的不同之處在於均途經整條堅道及般咸道往中環，不經該線所取道的柏道及羅便臣道，且不經置富花園。

## 歷史
- 1980年5月1日：本線配合地鐵「修正早期系統」全線通車而投入服務，當時為「華富邨←→金鐘（西）」，由中華巴士經營。
- 1995年9月1日：本線改由城巴接辦，總站由金鐘（西）遷至灣仔碼頭巴士總站，並改為全空調服務。往灣仔方向改經上亞厘畢道、花園道、德輔道中及雪廠街。（假日改經皇后大道中、畢打街、干諾道中及紅棉路）
- 2012年7月29日：為騰出車坑配合過海隧道巴士930線港島區總站延長至灣仔碼頭，本線總站由灣仔碼頭遷往金鐘（政府總部），往華富方向路線大幅修改，不再行走軒尼詩道。
- 2018年3月26日：增設實時抵站時間查詢服務。
- 2021年11月28日：本線總站由金鐘（政府總部）遷往灣仔北，往灣仔方向於金鐘站後改經告士打道往灣仔北，往華富方向大致回復至2012年7月28日及之前的走線。[1]
- 2022年5月14日：本線灣仔區總站遷往會展站公共運輸交匯處，往灣仔方向取消菲林明道「香港會議展覽中心」站，往華富（北）方向取消會議道「灣仔碼頭」站。[2]
- 2023年8月27日：本線取消往華富方向之服務改為單向路線，在滙豐總行大廈至中央廣場站上車之客，需要乘搭12或13號巴士前往明愛中心轉搭40號巴士前往華富[3]。

## 服務時間及班次
| 華富（北）開     | 華富（北）開 | 華富（北）開 |
| 日期             | 服務時間     | 班次（分鐘） |
| ---------------- | ------------ | ------------ |
| 星期一至五       | 06:06、06:28 | 06:06、06:28 |
| 星期一至五       | 06:50-07:30  | 25           |
| 星期一至五       | 07:30-12:00  | 30           |
| 星期一至五       | 12:20        |              |
| 星期一至五       | 12:45-13:45  | 30           |
| 星期一至五       | 13:45-15:00  | 25           |
| 星期一至五       | 15:00-22:30  | 30           |
| 星期一至五       | 22:57        |              |
| 星期六           | 06:06        | 06:06        |
| 星期六           | 06:20-21:20  | 30           |
| 星期六           | 21:20-22:10  | 20           |
| 星期六           | 22:33、22:57 |              |
| 星期日及公眾假期 | 06:10、06:30 | 06:10、06:30 |
| 星期日及公眾假期 | 06:50-22:50  | 30           |

## 收費
全程：$6.9
- 瑪麗醫院往會展站：$6.3
- 歷山大廈（平日班次）／滙豐總行大廈（假日班次）往會展站：$4.4

| - 本線設有12歲以下小童及65歲或以上長者半價優惠。 - 65歲或以上香港居民使用「樂悠咭」，以及12歲以下合資格殘疾兒童使用「殘疾人士身份」個人八達通繳付車資，均可享有每程$2.0或半價（以較低者為準）的票價優惠；12至64歲合資格殘疾人士使用「殘疾人士身份」個人八達通（包括「樂悠咭」），以及60至64歲香港居民使用「樂悠咭」繳付車資，均可享有每程$2.0或全費（以較低者為準）的票價優惠。 - 65歲或以上長者如使用長者或一般個人八達通繳付車資，則只可享有半價優惠；12至64歲合資格殘疾人士如不使用「殘疾人士身份」個人八達通，以及60至64歲人士如不使用「樂悠咭」繳付車資，必須繳付全費。 - 乘客可以現金或八達通於上車時付款，不設找續。 - 每位成人乘客可免費攜帶最多兩名4歲以下而不佔座位的兒童乘客乘車，超額之4歲以下小童必須繳付小童車費乘車。 - 九龍巴士、城巴及龍運巴士全職員工及家屬（不包括外判職員）可免費乘搭本路線，惟必須拍職員或職員家屬八達通。 - 乘客亦可使用AlipayHK「易乘碼」、支付寶、WeChatHK／微信支付「搭車碼」、銀聯雲閃付「乘車碼」及BOC Pay「乘車碼」、具有感應式支付功能的VISA、Mastercard及銀聯卡，以及Apple Pay、Google Pay及Samsung Pay流動支付平台繳付車資。使用此支付方式的乘客可享有中途下車之分段收費，以及與其他城巴獨營路線或聯營線城巴班次之轉乘優惠，惟不適用於與非城巴路線之轉乘優惠。乘客亦不能享有「公共交通費用補貼計劃」及「長者及合資格殘疾人士公共交通票價優惠計劃」。 |

### 八達通轉乘優惠
乘客登上本線後指定時間內以同一張八達通卡轉乘以下路線，或從以下路線登車後指定時間內以同一張八達通卡轉乘本線，次程可獲車資折扣優惠：
40M→7、37B/X、40、40P、71(P)、90B，須於瑪麗醫院轉乘，轉乘時限為90分鐘
- 40M往會展站 → 7往中環、37B/X往金鐘、40往會展站、40P往羅便臣道、71(P)往中環或90B往金鐘，次程車資全免
- 7往中環、37B/X往金鐘、40P往羅便臣道、71往中環或90B往金鐘 → 40M往會展站，次程可獲$4.2折扣優惠
- 40往會展站 → 40M往會展站，次程車資全免

40M→973，須於薄扶林村轉乘
- 40M往會展站 → 973往尖沙咀，回贈首程車資，轉乘時限為90分鐘

40M→A11、A12
- 40M往會展站 → A11或A12往機場，回贈首程車資，轉乘時限為90分鐘

## 使用車輛
在城巴接手時，派出利蘭奧林比安、富豪奧林比安12米（3XX-6XX）和丹尼士巨龍（8XX）巴士，以應付攀升的客量。
後來有鑑於該線要行走半山區的窄巷及多彎的道路，例如德忌立街／威靈頓街交界（該線曾經在此發生嚴重交通意外），故此城巴亦逐步以較靈活的11米巴士來行走該線。
現時行駛40M線的巴士主要為富豪B9TL11.3米（95xx）和Enviro 500 MMC11.3米（91xx）。

## 行車路線
經：華景街、華富道、薄扶林道、般咸道、堅道、上亞厘畢道、花園道、德輔道中、雪廠街、遮打道、美利道、金鐘道、軍器廠街、天橋、告士打道及菲林明道。
逢星期日及公眾假期不駛經斜體字之路段，改經皇后大道中、畢打街、干諾道中、紅棉路支路，然後返回金鐘道原線。

### 沿線車站
| 華富（北）開 | 華富（北）開                   | 華富（北）開         |
| 序號         | 車站名稱                       | 位置                 |
| ------------ | ------------------------------ | -------------------- |
| 1            | 華富（北）                     | 華富（北）巴士總站   |
| 2            | 華富邨華生樓                   | 華富道               |
| 3            | 華富（南）                     | 華富道               |
| 4            | 華富邨華安樓                   | 華富道               |
| 5            | 余振強紀念第二中學             | 薄扶林道             |
| 6            | 薄扶林村                       | 薄扶林道             |
| 7            | 薄扶林水塘道                   | 薄扶林道             |
| 8            | 嘉林閣                         | 薄扶林道             |
| 9            | 心光學校                       | 薄扶林道             |
| 10           | 瑪麗醫院                       | 薄扶林道             |
| 11           | 香港華人基督教聯會薄扶林道墳場 | 薄扶林道             |
| 12           | 摩星嶺道                       | 薄扶林道             |
| 13           | 富林苑                         | 薄扶林道             |
| 14           | 蒲飛路                         | 薄扶林道             |
| 15           | 何東夫人堂                     | 薄扶林道             |
| 16           | 香港潮商學校                   | 薄扶林道             |
| 17           | 英皇書院                       | 般咸道               |
| 18           | 寧養台                         | 般咸道               |
| 19           | 東邊街                         | 般咸道               |
| 20           | 高街                           | 般咸道               |
| 21           | 醫院道                         | 般咸道               |
| 22           | 樓梯街                         | 堅道                 |
| 23           | 鴨巴甸街                       | 堅道                 |
| 24           | 明愛中心                       | 堅道                 |
| 25           | 香港禮賓府                     | 上亞厘畢道           |
| 26           | 聖約翰座堂                     | 花園道               |
| 27*          | 歷山大廈                       | 雪廠街               |
| 28*          | 皇后像廣場                     | 遮打道               |
| ^            | 滙豐總行大廈                   |                      |
| ^            | 怡和大廈                       | 干諾道中             |
| 29           | 金鐘站                         | 金鐘道               |
| 30           | 入境事務大樓                   | 告士打道             |
| 31           | 會展站                         | 會展站公共運輸交匯處 |

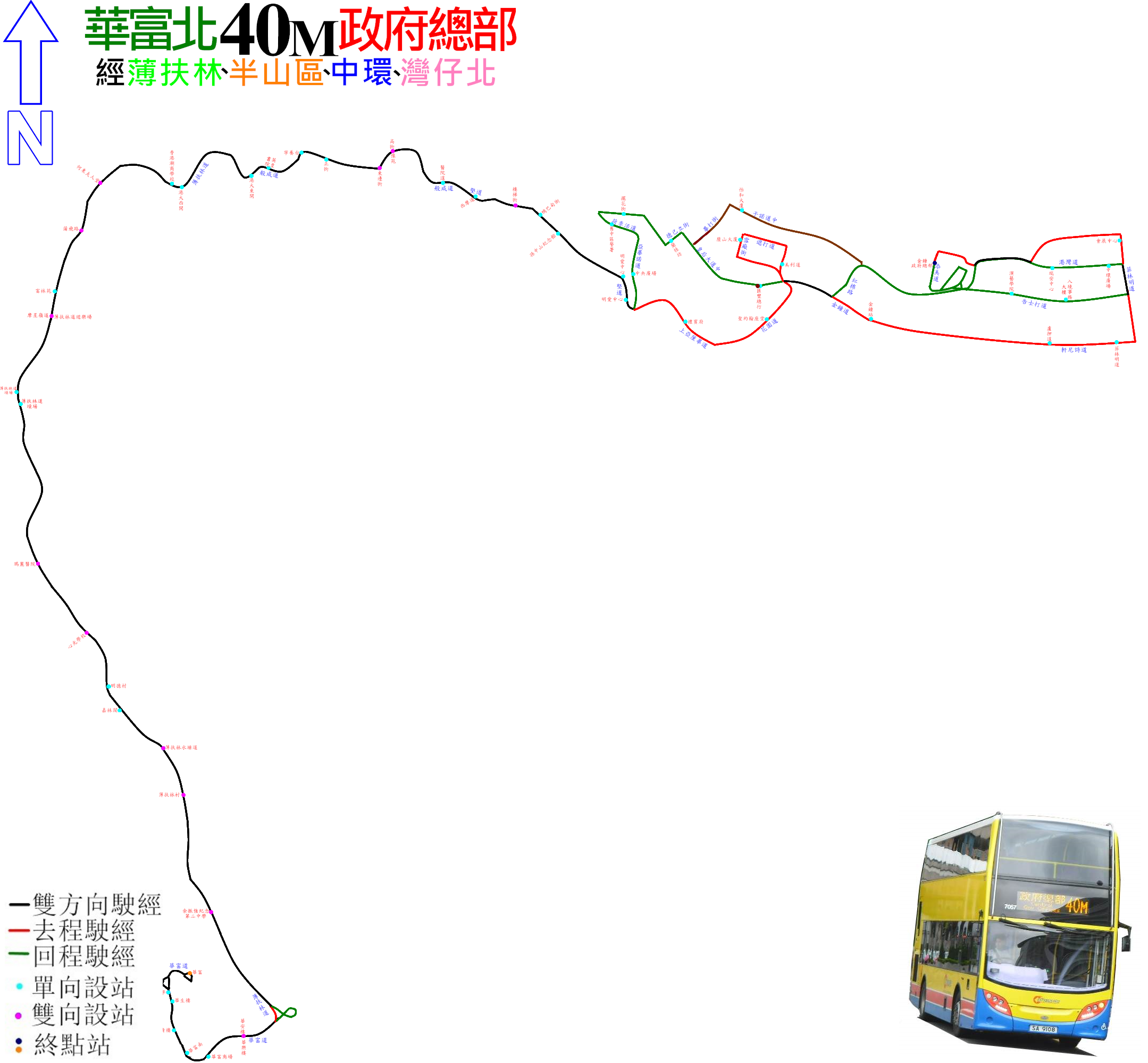
此線的走線圖

- 逢星期日及公眾假期不停靠有 * 號之車站，改停有 ^ 號之車站。